# 普洛斯卡諾維齊亞
48°29′6″N 22°53′40″E / 48.48500°N 22.89444°E
普洛斯卡諾維齊亞（烏克蘭語：Плоскановиця），是烏克蘭的村落，位於該國西部外喀爾巴阡州，由穆卡切沃區負責管轄，面積0.3平方公里，海拔高度471米，2001年人口254，人口密度每平方公里835.53人。